# Flippáz

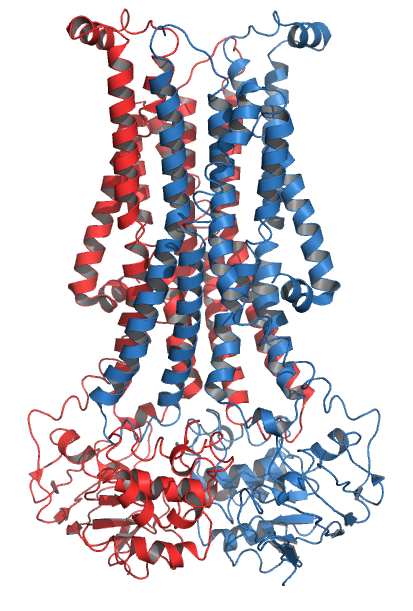
C. jejuniból izolált ATP-dependens flippáz az ABC transzportercsaládból. A két peptidlánc pirossal és kékkel jelölve. A sejten kívüli felszín a kép tetején, az ATP-kötő domének lent, a citoszol oldalán.

A flippázok transzmembrán lipidtranszport-fehérjék a sejtmembránban, melyek az ABC transzporter vagy a P4-típusú ATPáz családokban. Ezek segítik a foszfolipidek a sejtmembrán két rétege közti mozgatását (transzverzális, más néven „flip-flop” diffúzió). A foszfolipid-kettősréteg aszimmetrikus molekulaelrendezésének aktív fenntartásának lehetőségét már az 1970-es évek elején feltételezte Mark Bretscher. Bár a foszfolipidek a membrán síkjában gyorsan diffundálnak, poláris fejcsoportjuk nem tud könnyen áthaladni a kettős réteg hidrofób közepén, ami az ez irányú diffúziót korlátozza. Egyes flippázok – melyeket gyakran neveznek szkramblázoknak – energiafüggetlenek és kétirányúak, a két oldal reverzibilis egyensúlyát okozva, míg mások energiafüggőek és egyirányúak, az adenozin-trifoszfát hidrolíziséből felhasználva az energiát a foszfolipid adott irányba való mozgatásához. A flippázok lipideket az exoplazmatikus oldalból a citoszolikus felé mozgató szállítófehérjék, míg a floppázok az ellentétes irányba szállítanak.
Sok sejt tart fenn aszimmetrikus foszfolipid-eloszlást a két membránréteg közt. Az aszimmetria megszűnése, különösen az anionos foszfatidilszerin exoplazmatikus oldalon való megjelenése az apoptózis korai jele és az efferocitózis jele lehet. Ez megjelenik a neuronokban az Alzheimer-kór esetén, melyek apoptózisa a β-amiloidok megnövekedett mennyiségére adott válasz, amiről feltételezték, hogy neurodegeneratív betegségekben jelenhet meg.

## Fordítás
- Ez a szócikk részben vagy egészben  a   Flippase című angol Wikipédia-szócikk ezen változatának fordításán alapul.  Az eredeti cikk szerkesztőit annak laptörténete sorolja fel. Ez a jelzés csupán a megfogalmazás eredetét és a szerzői jogokat jelzi, nem szolgál a cikkben szereplő információk forrásmegjelöléseként.
- Ez a szócikk részben vagy egészben  a   Flippase című francia Wikipédia-szócikk fordításán alapul.  Az eredeti cikk szerkesztőit annak laptörténete sorolja fel. Ez a jelzés csupán a megfogalmazás eredetét és a szerzői jogokat jelzi, nem szolgál a cikkben szereplő információk forrásmegjelöléseként.